# Tom søger liv
|  | Denne artikel er oprettet af botten PalnaBot ud fra en ekstern database. Den kan derfor have sproglige fejl eller mangler. Denne skabelon kan fjernes efter kontrol af indholdet. |

Tom søger liv er en kortfilm instrueret af Laura Klakk efter manuskript af Lau Lehrmann.

## Handling
Tom søger efter mening og indhold i sit liv. Han møder en fremmed mand der 'hjælper' ham på vej.